# هری چارلتون
هری چارلتون (انگلیسی: Harry Charlton؛ زادهٔ ۲۲ ژوئن ۱۹۵۱) بازیکن فوتبال اهل بریتانیا است.
از باشگاه‌هایی که در آن بازی کرده‌است می‌توان به باشگاه فوتبال دارلینگتون، باشگاه فوتبال هارتل پول یونایتد، باشگاه فوتبال چسترفیلد، باشگاه فوتبال باکستون، و باشگاه فوتبال میدلزبرو اشاره کرد.